# Merkholtz (stacja kolejowa)

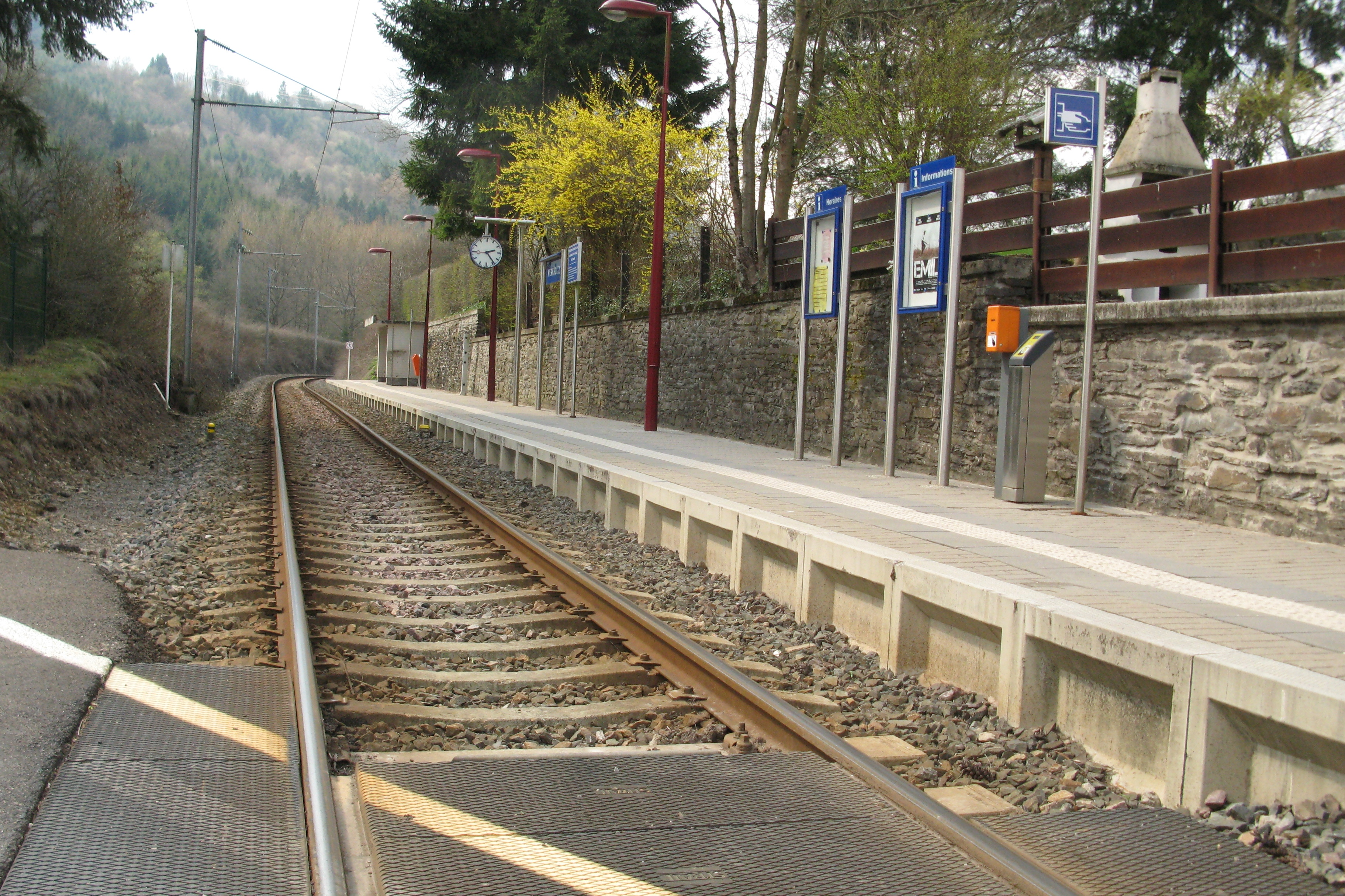
Peron przystanku Merkholz

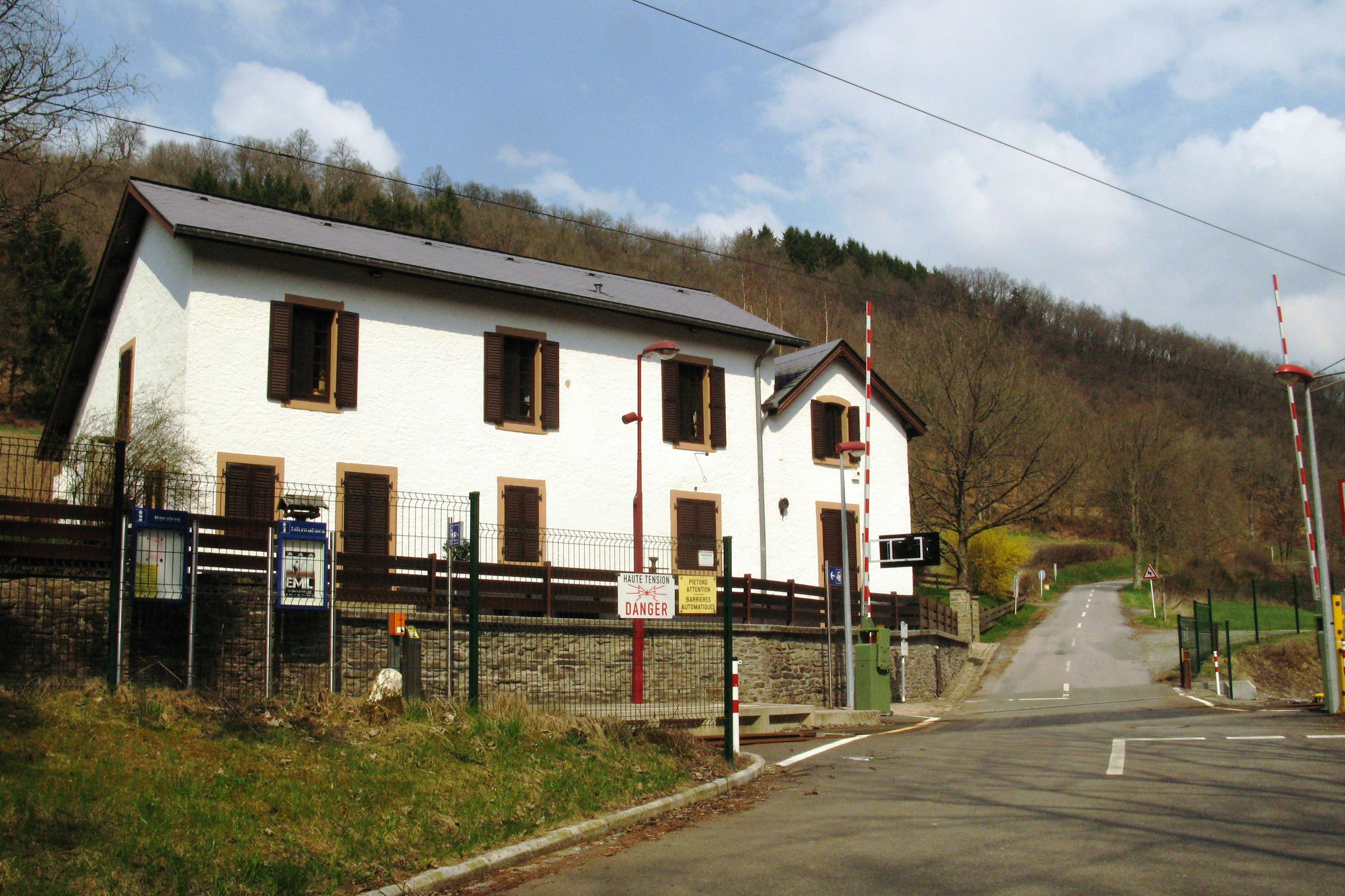
Dawny budynek stacyjny

Merkholtz (luks. Gare Mäerkels) – przystanek kolejowy, obsługujący miejscowość Merkholtz w północnym Luksemburgu. Operatorem stacji jest Société Nationale des Chemins de Fer Luxembourgeois (CFL).
Merkholtz jest pierwszą stacją na odgałęzieniu Linii 10 z Luksemburga do Troisvierges. Od głównej linii odchodzi na stacji Kautenbach i biegnie dalej do Wiltz.